# Maurice Zilber
Pour l’article homonyme, voir Joseph A. Zilber.
Maurice Zilber, né le 2 septembre 1920 au Caire et mort le 18 décembre 2008, à Boulogne-Billancourt, est un entraîneur français de chevaux de courses, spécialisé dans les courses de plat. 

## Biographie
Né au Caire, aîné d’une fratrie de 3 garçons, il commence sa carrière d'entraîneur en Égypte où il devient rapidement numéro 1, mais l'arrivée au pouvoir de Nasser le décide à quitter l'Égypte et s'installe en France au début des années 1960. Il gagne alors sa vie en jouant aux courses, espérant partir pour les États-Unis. Il finit par entrer au service de l'entraîneur Maurice Vallon et se fait repérer par Daniel Wildenstein, qui commence à lui confier des chevaux. Le succès aidant, il devient l'un des plus grands entraîneurs des années 1970 et les plus grandes écuries se fient à lui – outre l'écurie Wildenstein, celles de Nelson Bunker Hunt ou Khalid Abdullah. Il selle ainsi de grands champions tels Dahlia, Exceller, Youth ou Trillon. Il est membre du Hall of Fame des courses françaises. 

## Palmarès sélectif (courses degroupe 1uniquement)
France
- Prix du Jockey Club – 1 – Youth (1976)
- Poule d'Essai des Poulains – 1 – Don II (1969)
- Grand Prix de Paris – 1 – Galiani (1978)
- Grand Critérium – 4 – Yelapa (1968), Mississipian (1973), Treizième (1983), Femme Elite (1985)
- Prix Marcel Boussac – 2 – Hippodamia (1973), Tropicaro (1980)
- Prix du Cadran – 1 – Le Chouan (1980)
- Prix de la Forêt – 2 – Faraway Son (1971), Producer (1979)
- Grand Prix de Saint-Cloud – 2 – Felicio (1969), Dahlia (1974)
- Prix Royal Oak – 1 – Busiris (1974)
- Prix Ganay – 2 – Trillon (1978), Argument (1981)
- Prix Lupin – 2 – Youth (1976), Dahar (1981)

 Royaume-Uni
- Derby d'Epsom – 1 – Empery (1976)
- King George VI and Queen Elizabeth Diamond Stakes – 2 – Dahlia (1973, 1974)
- Sussex Stakes – 1 – Ace of Aces (1974)
- International Stakes – 1 – Dahlia (1973, 1974)

 Irlande
- Irish Oaks – 1 – Dahlia (1973)

 États-Unis
- Washington, D.C. International – 4 – Dahlia (1973), Nobiliary (1975), Youth (1976), Argument (1980)
- Man o'War Stakes – 1 – Dahlia (1974)
- United Nation Stakes – 1 – Acclimatization (1972)

 Canada
- Canadian International Stakes – 3 – Dahlia (1974), Youth (1976), Exceller (1977)
- E.P. Taylor Stakes – 3 – Adieu II (1975), Neatrice (1978), Vidor (1982)